# Sofia Pereira de Sousa
Sofia de Barros Pereira de Sousa (São Paulo, 27 de setembro de 1877 — Lausanne, 28 de junho de 1934) foi a primeira-dama do país entre 15 de novembro de 1926 e 24 de outubro de 1930, como esposa de Washington Luís, 13.º presidente do Brasil. Anteriormente, foi a primeira-dama da cidade e do estado de São Paulo.

## Biografia

### Vida familiar e ascendência nobre
Sofia Oliveira de Barros nasceu numa família aristocrata de Itu, interior de São Paulo, sendo a quarta descendente de Rafael Pais de Barros, 2.º barão de Piracicaba, e de sua esposa Maria Joaquina de Melo e Oliveira, Baronesa de Piracicaba. Teve oito irmãos: Antonio Pais de Barros Sobrinho, Bento Pais de Barros, Antonia Pais de Barros, Gertrudes de Oliveira Barros, Rafael Pais de Barros, João Oliveira de Barros, Elisa Oliveira de Barros Alves de Lima e José Oliveira de Barros. Pelo lado paterno, era neta de Antônio Pais de Barros, 1.º Barão de Piracicaba e de Gertrudes Eufrosina de Aguiar, Baronesa de Piracicaba. Do lado materno, teve como avós José Estanislau de Oliveira, 1.º visconde de Rio Claro e Elisa Justina de Melo Franco, viscondessa de Rio Claro.

### Matrimônio e filhos
Sofia conheceu seu marido em uma reunião de música e poesia na casa de seu pai, com amigos. Eles se casaram no dia 6 de março de 1900 e tiveram quatro filhos: Florinda, nascida em 14 de fevereiro de 1901; Rafael Luís, nascido em 9 de abril de 1902; Caio Luís, nascido em 15 de dezembro de 1905; e Vítor Luís, nascido em 9 de setembro de 1907.
Contudo, Washington era-lhe infiel e chegou a ser baleado por sua amante, a marquesa italiana Elvira Vishi Maurich, durante uma discussão no hotel Copacabana Palace. Porém, foi socorrido a tempo, e o caso foi abafado na época, como uma crise de apendicite. Ela tinha vinte e oito anos de idade e o presidente, cinquenta e nove. Apenas quatro dias depois, a marquesa foi encontrada morta, sendo a versão da polícia de que teria sido suicídio.

## Primeira-dama do Brasil
A nobre Sofia Pereira de Souza tornou-se primeira-dama do Brasil em 15 de novembro de 1926, sucedendo Clélia Bernardes.
Foi presidente do conselho deliberativo da Associação Mantenedora da Casa Marcílio Dias.
Em dezembro de 1928, recebeu junto ao marido no Palácio do Catete, o Presidente dos Estados Unidos Herbert Hoover e a primeira-dama Lou Hoover, onde fizeram uma visita ao Hipódromo da Gávea, no Rio de Janeiro.

## Exílio na França
Com a Revolução de 1930, ano em que Getúlio Vargas assumiu o poder, seu marido foi deposto e, posteriormente exilado, tendo o acompanhado até a França. Nos anos seguintes, enviou cartas a uma de suas irmãs:
''Paris 12 – 9 – 931''
Minha querida Tuda,
Recebi sua carta de 28, muito me alegra saber que todos gozam saúde e que você já está a mesma Tuda ativa, Graças a Deus. Felizmente passamos bem de saúde, mas achando esta vida tão cacete que só eu sei! Enfim é melhor esperar em Deus como faço com toda a fé e esperança. Caio seguido escreve e sempre dá noticias dos bons tios. Achei que Aracy fez muito bem de guardar os jarrões, pois aquilo só serve para desasçussego d ́ella, mas o que não é quebrável, fazem muito bem de desencaixotar, assim como os quadros podiam pendurar, mas te peço que das 25 malas se você encontrar os retratos de nossos pais, e o São José que te falei, leve para sua casa, assim como minhas pratas você continuará com o trabalho de 30 guarda-las. Desculpe tanto trabalho, e você bem pode calcular com que aperto de coração te dou esse trabalho, forçado e de tão longe! Felizmente há treze dias temos tido muito sol e céu azul mas, frio que anuncia o inverno que vamos ter. Estive uma vez com Dona Izaura, achei-a muito bem e sempre simpática, ontem ela veio aqui com Carina Prado, mas eu não estava, senti bem. Eles estão no Magestic pelo mesmo preço que este hotel. Coitado do Cardoso de Almeida há 3 meses que anda doente afinal resolveram opera-lo há 6 dias, Davina que está com o pai na mesma clinica, me contou que ouvira da enfermeira, que era no intestino, tenho ido lá, coitada de Dona Ismênia nervosíssima, mas me disse que os médicos dizem que vai em boas condições, o filho devia ter embarcado ontem à chamado. Procurei a Condessa de Lara, saber do marido, mas esta me forçou à entrar, porque o Conde quer ver todos que, vão e ele queria que ficasse para dar uma prosa, porque ele já está bom, mas eu nem me sentei. Imagino Lourdes como teria ficado aflita com o filho com o nariz inchado, ela me escreveu por mar e por avião, tanto que junto a carta para você entrega-la, pois não sei para onde mandar em Santos. Nas lojas aqui já está exposto tudo para o inverno, tanto que Maria me pediu mousselines e custou encontrar algumas. Os chapéus são lindinhos, muita pena "de espanador" mas tão bem posto que é chic à valer. Como vão Alvaro? Sempre de bom humor? Roberto e Lelia, nada de novidades? Vou escrever a Helena felicitando-a. A todos muitas saudades. Aceite com Alvaro saudades minhas e do Washington e para você um saudoso abraço da irmã que te quer e é muito grata.
Sophia.
Morreu quatro anos depois da revolução, aos cinquenta e seis anos. Washington Luís só retornaria ao Brasil em 1947, falecendo dez anos mais tarde.